# Sarah Holst Sonnichsen
Sarah Holst Sonnichsen (10 de febrero de 1995) es una deportista danesa que compitió en tiro con arco, en la modalidad de arco compuesto.
Ganó una medalla de oro en el Campeonato Mundial de Tiro con Arco en Sala de 2016, una medalla de bronce en el Campeonato Europeo de Tiro con Arco al Aire Libre de 2014 y una medalla de oro en el Campeonato Europeo de Tiro con Arco en Sala de 2017.

## Palmarés internacional
| Campeonato Mundial en Sala       | Campeonato Mundial en Sala | Campeonato Mundial en Sala | Campeonato Mundial en Sala |
| Año                              | Lugar                      | Medalla                    | Prueba                     |
| -------------------------------- | -------------------------- | -------------------------- | -------------------------- |
| 2016                             | Ankara (Turquía)           | Medalla de oro             | Equipo                     |
| Campeonato Europeo al Aire Libre |                            |                            |                            |
| Año                              | Lugar                      | Medalla                    | Prueba                     |
| 2014                             | Echmiadzin (Armenia)       | Medalla de bronce          | Individual                 |
| Campeonato Europeo en Sala       |                            |                            |                            |
| Año                              | Lugar                      | Medalla                    | Prueba                     |
| 2017                             | Vittel (Francia)           | Medalla de oro             | Equipo                     |